# Pseudaelurus
Pseudaelurus é um gênero de felinos fósseis que viveu na Europa, Ásia e América do Norte durante o Mioceno (de 20 a 8 milhões de anos atrás). É um ancestral dos atuais felinos e Pantherinae bem como os extintos Machairodontinae, e é um sucessor do Proailurus. Originou-se da Eurásia e foi o primeiro felino a atingir a América do Norte, quando entrou no continente há cerca de 18,5 milhões de anos. As proporções esguias do animal, juntamente com suas proporções curtas, sugerem que ele pode ter sido um escalador ágil de árvores. Foi descrito em 1843 por HM Ducrotay de Blainville, a partir de um fragmento maxilar e um fragmento de mandíbula inferior de um "machairodonte altamente especializado" do Mioceno medial de Sansan, França. . 